# Art du discours politique
L'Art du discours politique (Τέχνη τοῦ πολι), également désigné comme l'Anonyme de Séguier (Anonymus Seguerianus), est un ouvrage de rhétorique en langue grecque, anonyme.
Il est édité en 1843 par Nicolas-Maximilien-Sidoine Séguier de Saint-Brisson, d'où le nom qu'on lui donne.
Il s'agit d'une version abrégée datant du Ve siècle, la version originale datant du Ier siècle est perdue bien qu'une grande partie soit citée dans un traité du Pseudo-Hermogène.

## Édition
Anonyme de Séguier : Art du discours politique  (trad. Michel Patillon), Paris, Les Belles Lettres, coll. « Budé », 2005, XCIX – 309 p. 